# Mirosław Gąsieniec
Mirosław Gąsieniec – polski instrumentalista, profesor sztuki.

## Życiorys
W 1979 ukończył studia instrumentalistyki w Akademii Muzycznej im. Karola Lipińskiego we Wrocławiu, w 2002 obronił pracę doktorską, w 2016 habilitował się na podstawie pracy zatytułowanej Antoni Stolpe Opera omnia 2/3 - utwory fortepianowe. W 2024 uzyskał tytuł profesora w dyscyplinie sztuki muzyczne.
Pracuje w Akademii Muzycznej im. Karola Lipińskiego we Wrocławiu.

## Odznaczenia
- Złoty Krzyż Zasługi (2011)[4]